# Lanty-sur-Aube
Lanty-sur-Aube ist eine französische Gemeinde mit 114 Einwohnern (Stand 1. Januar 2022) im Département Haute-Marne in der Region Grand Est. Sie gehört zum Arrondissement Chaumont und zum Kanton Châteauvillain. Zudem ist die Gemeinde Teil des 2003 gegründeten Gemeindeverbands Les Trois Forêts. Die Einwohner werden Lantilloux genannt.

## Lage
Die Gemeinde Lanty-sur-Aube liegt an der Aube, rund 60 Kilometer südöstlich von Troyes und 29 Kilometer westsüdwestlich der Kleinstadt Chaumont im Westen des Départements Haute-Marne an der Grenze zu den Départements Aube und Côte-d’Or. Die Gemeinde besteht aus dem Dorf Lanty-sur-Aube und ist über weite Flächen von Wald bedeckt.
Nachbargemeinden sind Villars-en-Azois im Nordwesten, Silvarouvres im Norden, Dinteville im Nordosten und Osten, Latrecey-Ormoy-sur-Aube im Südosten, Gevrolles (im Département Côte-d’Or) im Süden, Riel-les-Eaux (im Département Côte-d’Or) im Südwesten und Cunfin (im Département Aube) im Westen.

## Geschichte
Im Jahr 1286 war Jean de Chastenay Lehnsherr der Gemeinde. Bis zur Französischen Revolution lag Lanty-sur-Aube innerhalb der Bailliage de Chaumont. Die Gemeinde gehörte von 1793 bis 1801 zum Distrikt Chaumont. Seit 1801 ist sie Teil des Arrondissements Chaumont. Von 1793 bis 1801 war der Ort dem Kanton Laferté-sur-Aube zugeteilt. Seit 1801 liegt die Gemeinde innerhalb des Kantons Châteauvillain (bis 1814 Ville-sur-Aujon genannt).

## Bevölkerungsentwicklung
| Jahr                       | 1962 | 1968 | 1975 | 1982 | 1990 | 1999 | 2006 | 2012 | 2019 |
| Einwohner                  | 185  | 163  | 156  | 153  | 146  | 146  | 139  | 128  | 114  |
| Quellen: Cassini und INSEE |      |      |      |      |      |      |      |      |      |

## Sehenswürdigkeiten
- Kirche Saint-Laurent, erbaut 1780
- zwei Lavoirs (ehemalige Waschhäuser)
- Wegkreuz an der Straße östlich des Dorfes
- alte Mühle an der Aube
- Denkmal für die Gefallenen[1]